# Puente ferroviario del Ocreza
El Puente ferroviario del Ocreza, también conocido como Puente del Río Ocreza o Puente del Ocreza es un puente de la Línea de la Beira Baixa sobre el Río Ocreza, en Portugal. 

## Características
Tiene 104,7 metros de largo y 5 metros de ancho.